# Chefs d'orchestre du Concours Eurovision de la chanson
Le Concours Eurovision de la chanson est un évènement annuel organisé par l’UER, l’Union européenne de radio-télévision. Il réunit les membres de l’Union dans le cadre d’une compétition musicale, diffusée en direct et en simultané par tous les pays participants. Depuis 1956, le concours (appelé plus communément Eurovision) s’est tenu chaque année, sans aucune interruption.   
De 1956 à 1998, la partition musicale de chaque chanson en compétition fut jouée en direct par un orchestre présent sur la scène. 346 chefs d'orchestre dirigèrent les musiciens durant cette période. En 1999, l'orchestre fut définitivement supprimé et l'accompagnement musical fut désormais délivré pour tous par une bande-son.

## Historique

### 1956-1972
Dès la première édition du concours, en 1956, un orchestre fut présent sur la scène. Fourni par le diffuseur hôte, il exécutait en direct les accompagnements musicaux des chansons en lice. Chaque délégation venait accompagnée de son chef d'orchestre. En cas d'impossibilité, le directeur musical de l'édition le remplaçait. Le suisse Fernando Paggi devint ainsi le premier directeur musical de l'histoire du concours, le premier chef d'orchestre à diriger une chanson participante et le premier chef d'orchestre à diriger une chanson gagnante. L'orchestre était alors composé de vingt-quatre musiciens.
En 1959, le néerlandais Dolf van der Linden devint le premier chef d'orchestre à accompagner une deuxième victoire de son pays. Il avait déjà dirigé la chanson gagnante, en 1957.
En 1962, le français Franck Pourcel devint le premier chef d'orchestre à accompagner une troisième victoire de son pays. Il avait déjà dirigé la chanson gagnante, en 1958 et 1960.
En 1965, pour la première fois de l'histoire du concours, les répétitions furent interrompues par un incident, qui se produisit entre l'orchestre et la délégation luxembourgeoise. Les musiciens n'apprécièrent guère l'attitude à leur égard de l'auteur-compositeur de la chanson luxembourgeoise, Serge Gainsbourg. Certains comparèrent alors sa partition au bruit du galop d'un cheval et d'autres le huèrent. Gainsbourg, furieux, claqua la porte des répétitions et menaça de retirer sa chanson du concours. Un compromis finit par être trouvé mais une certaine tension persista, qui se refléta dans l'attitude et la prestation de France Gall, déstabilisée par l'incident.
En 1966, pour la deuxième année consécutive, les répétitions furent interrompues par un incident, cette fois entre l'orchestre et la délégation italienne. Insatisfait de l'orchestration et excédé de ne pouvoir obtenir gain de cause, le représentant italien, Domenico Modugno, claqua la porte des répétitions. Il ne reparut plus ensuite, au point de mettre en question la participation de l'Italie. Le soir venu, Modugno revint pourtant et monta sur scène comme prévu pour interpréter sa chanson.
En 1969, le français Franck Pourcel devint le premier chef d'orchestre à accompagner une quatrième victoire de son pays. Il avait déjà dirigé la chanson gagnante, en 1958, 1960 et 1962.

### 1973-1996
En 1973, une règle importante du concours fut modifiée : pour la toute première fois, le playback instrumental fut autorisé. Mais à condition que certains passages de la composition ne puissent être reproduits par l'orchestre. Le représentant britannique, Cliff Richard, devint ainsi le tout premier interprète à se faire accompagner par une bande-son. Cette année-là, pour la première fois, deux femmes dirigèrent l'orchestre. Monica Dominique fut la première, pour la Suède et Nurit Hirsh, la seconde, pour Israël.
En 1974, le chef d'orchestre suédois, Sven-Olof Walldoff, se fit particulièrement remarquer. Il monta sur scène, déguisé en Napoléon, afin d'illustrer le thème de la chanson Waterloo. Il devint ainsi le tout premier chef d'orchestre à porter un déguisement. Waterloo devint la première chanson gagnante du concours à faire usage d'une bande-son. 
En 1978, l'orchestre était installé au fond de la scène, sur une structure mobile de couleur blanche, en forme de coupelle. Ce fut la seule fois de l'histoire du concours où l'orchestre se déplaça durant la retransmission, la structure tournant sur elle-même au début de chaque prestation. L'israélienne Nurit Hirsh devint la première femme à diriger une chanson gagnante.
En 1979, pour la toute première fois, un pays participant n'eut pas recours à l’orchestre. Il s’agit de l’Italie, qui utilisa une bande-son pour l'intégralité de sa prestation.
En 1986, le finlandais Ossi Runne devint le premier chef d'orchestre à recevoir une ovation spéciale. Il fêtait en effet sa vingtième participation au concours.
En 1989, lors de la prestation de la chanson danoise, le chef d'orchestre, Henrik Krogsgård, quitta son pupitre et monta sur scène à l'invite de Birthe Kjær, pour rejoindre ses choristes. Il fut remplacé par Benoit Kaufman. Ce fut la seule fois qu'une seule chanson fut dirigée par deux chefs d'orchestre différents.
En 1990, lors de la première prestation, celle du groupe espagnol Azúcar Moreno, la production rencontra des difficultés avec la bande-son. Celle-ci prit plusieurs secondes avant de démarrer, puis débuta trop rapidement que pour permettre au chef d'orchestre espagnol de suivre le tempo. Les représentantes espagnoles, les sœurs Salazar, firent malgré tout leur entrée sur scène. Mais le retour musical de leur parvenant pas, elles quittèrent le podium après quelques instants, visiblement furieuses. Un long silence s'abattit sur la salle, qui fut rompu par les applaudissements du public. À la seconde tentative, la bande-son partit correctement et la prestation espagnole ne rencontra plus d'autre problème.
En 1991, l'orchestre s'attira les critiques des délégations étrangères. Tout d'abord, lors des répétitions. Les musiciens arrivèrent très fréquemment en retard, prétextant une désorganisation des transports en commun, causée par les pluies diluviennes qui s'abattaient alors sur Rome. Ensuite, lors de la retransmission. Les musiciens commirent de nombreuses fausses notes. L'exemple le plus remarqué fut le solo manqué d'un des saxophonistes, pendant la chanson grecque.
En 1993, les débuts de la Bosnie-Herzégovine suscitèrent l’intérêt des médias, ainsi qu’un vif courant de sympathie envers la délégation bosnienne. Le pays était en effet au beau milieu d’une guerre sanglante. Au moment du concours, le territoire bosnien était en grande partie occupé et sa capitale, Sarajevo, encerclée par l’armée serbe qui en faisait le siège. La délégation bosnienne eut d’ailleurs les plus grandes peines à quitter le pays. Elle dut ainsi courir sur le tarmac de l’aéroport de Sarajevo, pour échapper aux balles des tireurs embusqués. Le chef d’orchestre bosnien dut pour cette raison renoncer à embarquer et vit l’avion partir sans lui.
En 1994, la chanson irlandaise devint la première chanson participante et la première chanson gagnante de l’histoire du concours à ne recourir ni à l’orchestre, ni à une bande-son. La partition fut intégralement interprétée par les deux représentants, au piano et à la guitare, en acoustique.

### 1996-1999
En 1996, l'irlandais Noel Kelehan devint le premier chef d'orchestre à accompagner une cinquième victoire de son pays. Il avait déjà dirigé la chanson gagnante, en 1980, 1987, 1992 et 1993. Cette année-là, par mesure d’économie, la télévision publique norvégienne souhaita couper l’apparition à l’écran des chefs d’orchestre. Ceux-ci menacèrent de faire grève et obtinrent gain de cause.
En 1998, ce fut la dernière fois de l’histoire du concours qu’un orchestre joua en direct durant une transmission. Le macédonien Alexandar Džambazov  devint le dernier chef d'orchestre à diriger une chanson participante. L'anglais Martin Koch devint le dernier directeur musical du concours et la dernière personne à avoir dirigé l'orchestre. Ce fut lors de l'entracte de la finale, la toute dernière fois que de la musique fut interprétée en direct au concours. Ce fut également la première victoire d’une chanson recourant entièrement à une bande-son. 
En 1999, l'UER décida de modifier le règlement du concours. Désormais, le recours à un orchestre devint facultatif. La télévision publique israélienne se saisit de cette opportunité pour réduire le budget de l’organisation et ne fournit tout simplement aucun orchestre aux participants. Ce fut donc la première fois dans l’histoire du concours qu’aucune musique ne fut interprétée en direct durant la retransmission et que tous les interprètes furent accompagnés d’une bande-son. La suppression de l’orchestre suscita la controverse. De nombreux experts et fans du concours s’en montrèrent extrêmement déçus. Quant à Johnny Logan, qui avait remporté le concours en 1980, 1987 et 1992, il désapprouva ouvertement ce changement, estimant que les prestations des chanteurs relevaient désormais d’un simple karaoké. En 2010, un sondage organisé auprès des candidats participants montra que la majorité des répondants étaient en faveur d'un retour de l'orchestre.

## Récapitulatif par victoires
De 1956 à 1997, trente-cinq chefs d'orchestre dirigèrent une chanson gagnante.
| Année | Pays vainqueur | Chef d'orchestre    | Chanson                       | Traduction française            | Interprète(s)               |
| ----- | -------------- | ------------------- | ----------------------------- | ------------------------------- | --------------------------- |
| 1956  | Suisse         | Fernando Paggi      | Refrain                       | -                               | Lys Assia                   |
| 1957  | Pays-Bas       | Dolf van der Linden | Net als toen                  | Tout comme alors                | Corry Brokken               |
| 1958  | France         | Franck Pourcel      | Dors, mon amour               | -                               | André Claveau               |
| 1959  | Pays-Bas       | Dolf van der Linden | Een beetje                    | Un petit peu                    | Teddy Scholten              |
| 1960  | France         | Franck Pourcel      | Tom Pillibi                   | -                               | Jacqueline Boyer            |
| 1961  | Luxembourg     | Léo Chauliac        | Nous les amoureux             | -                               | Jean-Claude Pascal          |
| 1962  | France         | Franck Pourcel      | Un premier amour              | -                               | Isabelle Aubret             |
| 1963  | Danemark       | Kai Mortensen       | Dansevise                     | Ballade dansante                | Grethe & Jørgen Ingmann     |
| 1964  | Italie         | Gianfranco Monaldi  | Non ho l'età                  | Je n'ai pas encore l'âge        | Gigliola Cinquetti          |
| 1965  | Luxembourg     | Alain Goraguer      | Poupée de cire, poupée de son | -                               | France Gall                 |
| 1966  | Autriche       | Hans Hammerschmid   | Merci, Chérie                 | -                               | Udo Jürgens                 |
| 1967  | Royaume-Uni    | Kenny Woodman       | Puppet on a String            | Marionnette sur un fil          | Sandie Shaw                 |
| 1968  | Espagne        | Rafaele Ibarbia     | La, la, la                    | -                               | Massiel                     |
| 1969  | Espagne        | Augusto Algueró     | Vivo cantando                 | Je vis en chantant              | Salomé                      |
| 1969  | France         | Franck Pourcel      | Un jour, un enfant            | -                               | Frida Boccara               |
| 1969  | Pays-Bas       | Frans de Kock       | De troubadour                 | Le troubadour                   | Lenny Kuhr                  |
| 1969  | Royaume-Uni    | Johnny Harris       | Boom Bang-a-Bang              | -                               | Lulu                        |
| 1970  | Irlande        | Dolf van der Linden | All Kinds of Everything       | Toutes sortes de choses         | Dana                        |
| 1971  | Monaco         | Jean-Claude Petit   | Un banc, un arbre, une rue    | -                               | Séverine                    |
| 1972  | Luxembourg     | Klaus Munro         | Après toi                     | -                               | Vicky Leandros              |
| 1973  | Luxembourg     | Pierre Cao          | Tu te reconnaîtras            | -                               | Anne-Marie David            |
| 1974  | Suède          | Sven-Olof Walldoff  | Waterloo                      | Waterloo                        | ABBA                        |
| 1975  | Pays-Bas       | Harry van Hoof      | Ding-A-Dong                   | -                               | Teach-In                    |
| 1976  | Royaume-Uni    | Alyn Ainsworth      | Save Your Kisses for Me       | Garde tes baisers pour moi      | Brotherhood of Man          |
| 1977  | France         | Raymond Donnez      | L'Oiseau et l'Enfant          | -                               | Marie Myriam                |
| 1978  | Israël         | Nurit Hirsh         | A-Ba-Ni-Bi                    | Je t'aime                       | Izhar Cohen & The Alphabeta |
| 1979  | Israël         | Kobi Oshrat         | Hallelujah                    | Alléluia                        | Gali Atari & Milk and Honey |
| 1980  | Irlande        | Noel Kelehan        | What's Another Year           | Qu'est-ce qu'une autre année    | Johnny Logan                |
| 1981  | Royaume-Uni    | John Coleman        | Making Your Mind Up           | Pour te décider                 | Bucks Fizz                  |
| 1982  | Allemagne      | Norbert Daum        | Ein bißchen Frieden           | Un peu de paix                  | Nicole                      |
| 1983  | Luxembourg     | Michel Bernholc     | Si la vie est cadeau          | -                               | Corinne Hermès              |
| 1984  | Suède          | Curt-Eric Holmquist | Diggi-Loo Diggi-Ley           | -                               | Herreys                     |
| 1985  | Norvège        | Terje Fjærn         | La det swinge                 | Que ça swingue                  | Bobbysocks                  |
| 1986  | Belgique       | Jo Carlier          | J'aime la vie                 | -                               | Sandra Kim                  |
| 1987  | Irlande        | Noel Kelehan        | Hold Me Now                   | Serre-moi maintenant            | Johnny Logan                |
| 1988  | Suisse         | Atilla Şereftuğ     | Ne partez pas sans moi        | -                               | Céline Dion                 |
| 1989  | Yougoslavie    | Nikica Kalogjera    | Rock Me                       | Fais-moi bouger                 | Riva                        |
| 1990  | Italie         | Gianni Madonini     | Insieme: 1992                 | Ensemble : 1992                 | Toto Cutugno                |
| 1991  | Suède          | Anders Berglund     | Fångad av en stormvind        | Prisonnière d'une tempête       | Carola                      |
| 1992  | Irlande        | Noel Kelehan        | Why Me?                       | Pourquoi moi ?                  | Linda Martin                |
| 1993  | Irlande        | Noel Kelehan        | In Your Eyes                  | Dans tes yeux                   | Niamh Kavanagh              |
| 1995  | Norvège        | Geir Langslet       | Nocturne                      | -                               | Secret Garden               |
| 1996  | Irlande        | Noel Kelehan        | The Voice                     | La voix                         | Eimear Quinn                |
| 1997  | Royaume-Uni    | Don Airey           | Love Shine a Light            | Amour, fais briller une lumière | Katrina and the Waves       |

## Directeurs musicaux
De 1956 à 1998, chaque édition du concours eut son directeur musical. Celui-ci était chargé de diriger l'orchestre durant l'ouverture, les intermèdes, l'entracte et la conclusion de la retransmission. Il officiait également pour les délégations venues sans chef d'orchestre. Trente-et-une personne se succédèrent à ce poste.
| Année | Pays hôte   | Diffuseur hôte      | Directeur musical   |
| ----- | ----------- | ------------------- | ------------------- |
| 1956  | Suisse      | RTSI                | Fernando Paggi      |
| 1957  | Allemagne   | Hessischer Rundfunk | Willy Berking       |
| 1958  | Pays-Bas    | NTS                 | Dolf van der Linden |
| 1959  | France      | RTF                 | Franck Pourcel      |
| 1960  | Royaume-Uni | BBC                 | Eric Robinson       |
| 1961  | France      | RTF                 | Franck Pourcel      |
| 1962  | Luxembourg  | CLT                 | Jean Roderès        |
| 1963  | Royaume-Uni | BBC                 | Eric Robinson       |
| 1964  | Danemark    | DR                  | Kai Mortensen       |
| 1965  | Italie      | RAI                 | Gianni Ferrio       |
| 1966  | Luxembourg  | CLT                 | Jean Roderès        |
| 1967  | Autriche    | ÖRF                 | Johannes Fehring    |
| 1968  | Royaume-Uni | BBC                 | Norrie Paramor      |
| 1969  | Espagne     | TVE                 | Augusto Algueró     |
| 1970  | Pays-Bas    | NOS                 | Dolf van der Linden |
| 1971  | Irlande     | RTÉ                 | Colman Pearce       |
| 1972  | Royaume-Uni | BBC                 | Malcolm Lockyer     |
| 1973  | Luxembourg  | CLT                 | Pierre Cao          |
| 1974  | Royaume-Uni | BBC                 | Ronnie Hazlehurst   |
| 1975  | Suède       | SR                  | Mats Olsson         |
| 1976  | Pays-Bas    | NOS                 | Jan Steulen         |
| 1977  | Royaume-Uni | BBC                 | Ronnie Hazlehurst   |
| 1978  | France      | TF1                 | François Rauber     |
| 1979  | Israël      | IBA                 | Izhak Graziani      |
| 1980  | Pays-Bas    | NOS                 | Rogier van Otterloo |
| 1981  | Irlande     | RTÉ                 | Noel Kelehan        |
| 1982  | Royaume-Uni | BBC                 | Ronnie Hazlehurst   |
| 1983  | Allemagne   | ARD                 | Dieter Reith        |
| 1984  | Luxembourg  | RTL                 | Pierre Cao          |
| 1985  | Suède       | SVT                 | Curt-Eric Holmquist |
| 1986  | Norvège     | NRK                 | Egil Monn-Iversen   |
| 1987  | Belgique    | RTBF                | Jo Carlier          |
| 1988  | Irlande     | RTÉ                 | Noel Kelehan        |
| 1989  | Suisse      | SSR                 | Benoit Kaufman      |
| 1990  | Yougoslavie | JRT                 | Igor Kuljerić       |
| 1991  | Italie      | RAI                 | Bruno Canfora       |
| 1992  | Suède       | SVT                 | Anders Berglund     |
| 1993  | Irlande     | RTÉ                 | Noel Kelehan        |
| 1994  | Irlande     | RTÉ                 | Noel Kelehan        |
| 1995  | Irlande     | RTÉ                 | Noel Kelehan        |
| 1996  | Norvège     | NRK                 | Frode Thingnæs      |
| 1997  | Irlande     | RTÉ                 | Frank McNamara      |
| 1998  | Royaume-Uni | BBC                 | Martin Koch         |

## Records
- Le chef d'orchestre à avoir le plus souvent conduit l'orchestre demeure l'irlandais Noel Kelehan. Il officia à vingt-neuf reprises entre 1966 et 1998. Viennent ensuite le français Franck Pourcel (à vingt-trois reprises) et le finlandais Ossi Runne (à vingt-deux reprises).

- Le chef d'orchestre à avoir dirigé le plus grand nombre de chansons victorieuses demeure l'irlandais Noel Kelehan. Il conduisit l'orchestre lors de cinq des sept victoires de l'Irlande : en 1980, 1987, 1992, 1993 et 1996. Viennent ensuite le français Franck Pourcel (avec quatre victoires) et le néerlandais Dolf van der Linden (avec trois victoires).

- Le chef d'orchestre à avoir été le plus souvent directeur musical d'une édition du concours demeure l'irlandais Noel Kelehan. Il fut directeur musical à cinq reprises : en 1981, 1988, 1993, 1994 et 1995. Vient ensuite l'anglais Ronnie Hazlehurst (à trois reprises).

- Le chef d'orchestre à avoir représenté le plus grand nombre de pays différents demeure le néerlandais Dolf van der Linden. De 1957 à 1971, il dirigea l'orchestre pour sept pays : l'Allemagne, la Belgique, l'Irlande, le Luxembourg, les Pays-Bas, la Suède et la Suisse. Viennent ensuite le français Franck Pourcel (qui représenta six pays) et l'irlandais Noel Kelehan (qui en représenta cinq).

- Le chef d'orchestre irlandais Noel Kelehan demeure toujours la personne à avoir le plus souvent participé au concours. De 1966 à 1998, il prit part à vingt-cinq finales. Vient ensuite le finlandais Ossi Runne (avec vingt-deux participations).

- Seules trois femmes ont dirigé l'orchestre lors d'une édition du concours : la suédoise Monica Dominique (en 1973), l'israélienne Nurit Hirsh (en 1973 et 1978) et la suissesse Anita Kerr (en 1985).

- L'israélienne Nurit Hirsh demeure la seule femme à avoir dirigé une chanson gagnante. Elle conduisit l'orchestre en 1978 pour la première victoire d'Israël au concours.